# Tripura-Konflikt

Karte zur Lage des Bundesstaates Tripura in Indien

Der Tripura-Konflikt ist ein bewaffneter Konflikt im indischen Bundesstaat  Tripura. 
Er ist ein Aufstand der National Liberation Front of Tripura und der All Tripura Tiger Force. Tripuras sind wirtschaftlich benachteiligt.
Die NLFT strebt die Unabhängigkeit Tripuras an. Sie wurde 1989 gegründet. Sie behauptet, gegen den Kapitalismus zu sein. Die ATTF wurde 1990 gegründet.
Die NLFT und die ATTF sind gegeneinander gerichtet. Die ATTF besteht hauptsächlich aus Debbarma.
Es gab Tötungen örtlicher CPI-M-Führungskräfte durch die NFLT.
Es wird behauptet, ihr werde von Baptistenkirchen geholfen.
Rebellen haben zu Stämmen gehörende Frauen gezwungen, in pornografischen Filmen zu erscheinen.